# Helena (singel Igo)
Helena – singel polskiego piosenkarza Igo z jego debiutanckiego albumu studyjnego, zatytułowanego Igo. Singel został wydany 4 stycznia 2022.
Kompozycja znalazła się na 2. miejscu listy OLiA, najczęściej odtwarzanych utworów w polskich rozgłośniach radiowych. Nagranie otrzymało w Polsce status platynowej płyty, przekraczając liczbę 50 tysięcy sprzedanych kopii.

## Geneza utworu i historia wydania
Utwór napisali i skomponowali Igor Walaszek, Bartosz Dziedzic i Aleksander Krzyżanowski, którzy również odpowiadają za produkcję utworu. Inspiracją do jego powstania były narodziny córki Walaszka – Heleny.
Singel ukazał się w formacie digital download 4 stycznia 2022 w Polsce za pośrednictwem wytwórni płytowej Iglo Records w dystrybucji Universal Music Polska. Piosenka została umieszczona na debiutanckim albumie studyjnym Igo – Igo.

## „Helena” w stacjach radiowych
Nagranie było notowane na 2. miejscu w zestawieniu OLiA, najczęściej odtwarzanych utworów w polskich rozgłośniach radiowych.

## Teledysk
Do utworu powstał teledysk, który udostępniono w dniu premiery singla za pośrednictwem serwisu YouTube.

## Notowania

### Pozycje na listach airplay
| Kraj   | Lista                          | Najwyższa pozycja |
| ------ | ------------------------------ | ----------------- |
| Polska | OLiS – oficjalna lista airplay | 2                 |

## Certyfikaty
| Kraj          | Certyfikat      | Sprzedaż |
| ------------- | --------------- | -------- |
| Polska (ZPAV) | platynowa płyta | 50 000+  |

## Wyróżnienia
| Rok  | Konkurs                  | Kategoria    | Rezultat    |
| ---- | ------------------------ | ------------ | ----------- |
| 2022 | Przebój roku RMF FM 2022 | Przebój roku | 20. miejsce |